# Флоренс (Нью-Йорк)
Флоренс (англ. Florence) — місто (англ. town) в США, в окрузі Онейда штату Нью-Йорк. Населення — 1284 особи (2020).

## Демографія
Згідно з переписом 2010 року, у місті мешкало 1025 осіб у 364 домогосподарствах у складі 274 родин. Було 484 помешкання
Расовий склад населення:
| - 98,3 % — білих - 0,7 % — корінних американців - 0,3 % — азіатів - 0,2 % — чорних або афроамериканців |

До двох чи більше рас належало 0,5 %. Частка іспаномовних становила 0,4 % від усіх жителів.
За віковим діапазоном населення розподілялося таким чином: 26,4 % — особи молодші 18 років, 62,8 % — особи у віці 18—64 років, 10,8 % — особи у віці 65 років та старші. Медіана віку мешканця становила 40,7 року. На 100 осіб жіночої статі у місті припадало 102,2 чоловіків;  на 100 жінок у віці від 18 років та старших — 101,1 чоловіків також старших 18 років.
Середній дохід на одне домашнє господарство  становив 50 189 доларів США (медіана — 43 355), а середній дохід на одну сім'ю — 55 258 доларів (медіана — 50 833). Медіана доходів становила 45 278 доларів для чоловіків та 26 250 доларів для жінок. За межею бідності перебувало 9,3 % осіб, у тому числі 4,0 % дітей у віці до 18 років та 4,2 % осіб у віці 65 років та старших.
Цивільне працевлаштоване населення становило 423 особи. Основні галузі зайнятості: виробництво — 25,3 %, освіта, охорона здоров'я та соціальна допомога — 20,6 %, роздрібна торгівля — 12,8 %, науковці, спеціалісти, менеджери — 9,7 %.